# رایان لاکتی
رایان لاکتی (به انگلیسی: Ryan Lochte) ورزشکار مرد رشتهٔ شنا اهل کشور ایالات متحدهٔ آمریکا است. وی در بین سال‌های ‎۲۰۰۴ تا ۲۰۱۲ میلادی در مسابقات بازی‌های المپیک تابستانی در مجموع ۱۱ مدال، شامل ۵ مدال طلا، ۳ نقره و ۳ برنز را کسب کرد.